# Four Regrettings and a Funeral
Four Regrettings and a Funeral (рус. Четыре сожаления и одни похороны) — третий эпизод двадцать пятого сезона мультсериала «Симпсоны». Выпущен 3 ноября 2013 года в США на телеканале «FOX». Посвящён памяти Марсии Уоллес — актрисы, озвучивавшей Эдну Крабаппл — которая скончалась 25 октября 2013 г. Название является отсылкой к английской романтической комедии 1994 года - «Четыре свадьбы и одни похороны» (англ.  Four Weddings and a Funeral).

## Сюжет
Весь город Спрингфилд оплакивает некоего Чипа Дэвиса, который оказывал помощь городу различными способами. Четверо горожан сожалеют о том, что сделали в прошлом. Гомер сожалеет, что продал акции Apple за недавно купленный шар для боулинга. Спустя несколько лет он злится, что за этим стоял мистер Бёрнс. Мардж сожалеет, что слушала песни группы «Kiss», будучи беременной, из-за чего, по всей видимости, Барт стал хулиганом. Кент Брокман сожалеет, что не принял предложение Рейчел Мэддоу стать ведущим новостей канала «FOX». Он решает исправить положение и приезжает на студию канала, но, поняв, насколько мелочны новостники «FOX», возвращается домой.
А мистер Бёрнс сожалеет о том, что расстался с француженкой по имени Лайла из-за собственной эгоистичности. Вскоре Лайла стала буддистской монахиней. Бёрнс находит её и мирится с ней. Они занимаются сексом в отеле. Бёрнс уходит на время в ванную. Позднее он обнаруживает, что Лайла уже умерла. Бёрнс исполняет её последнюю просьбу — думать о других хотя бы пять минут. Он подаёт похлёбку нищим и даже не замечает, что пять минут уже прошли.
В это время Барт поднимается в небо на корзине для белья, к которой прикреплены воздушные шары. Вскоре он начинает жалеть о содеянном: он поднялся слишком высоко. Кент Брокман использует этот случай как новый репортаж для его новостей. С помощью мяча для боулинга Гомера Барт спускается, чему рады не только Симпсоны, но и спрингфилдцы.
Серия заканчивается вырезками из разных серий мультсериала, на которые с помощью фоторедактора добавили изображения Чипа Дэвиса.

## Отношение критиков и публики
Во время премьеры в рамках воскресного блока «Animation Domination» эпизод просмотрело 5,43 млн людей в возрасте 18-49 лет, и он получил рейтинг 2,4. Оценки от телевизионных критиков были смешанными. Так, Деннис Перкинс из «The A.V. Club» дал оценку «C-» со словами: «Весьма вероятно, что эпизод со скучным сюжетом могут спасти различные шутки. Но в данном случае это не так. А различные камео и отсылки, к сожалению, не вызывают смеха».